# Lobelia leschenaultiana
Lobelia leschenaultiana là loài thực vật có hoa trong họ Hoa chuông. Loài này được (C.Presl) Skottsb. mô tả khoa học đầu tiên năm 1928.